# 達希爾·雷亞萊·卡欣
達希爾·雷亞萊·卡欣（索馬里語：Daahir Riyaale Kaahin，1952年—），索馬利蘭共和國前任總統。出生於原英屬索馬利蘭（今属于索马里兰）。
卡欣曾任職於索馬利亞駐吉布地大使館及索馬利亞的情報部門、州長及從商。1997年隨總統伊布拉辛·埃加勒就任副總統。在艾加勒逝世之後，於2002年的5月3日就任臨時總統。另於2003年4月14日的總統大選中率領統一人民民主黨當選總統，該回投票的投票率超過95%，勝負僅在80票之間，獲勝得相當驚險。

## 2003年大選結果
- 達希爾·雷亞萊·卡欣（統一人民民主黨）－205,595票（42.08%）
- 阿哈門·馬哈穆德·希拉紐（Ahmed M. Mahamoud Silanyo－和平統一開發黨）－205,515票（42.07%）
- 法沙爾·阿里·瓦拉碧（Faysal Ali Warabe－正義開發黨）－77,433票（15.85%）